# Jurij Fomenko
Jurij Serhijovyč Fomenko (in ucraino Юрій Сергійович Фоменко?; Kotelva, 31 dicembre 1986) è un ex calciatore ucraino, di ruolo attaccante.

## Carriera
Ha giocato nella massima serie dei campionati azero, lituano ed armeno.